# Немилов, Александр Николаевич
 Алекса́ндр Никола́евич Немилов (24 апреля 1923, Петроград, РСФСР, СССР — 8 февраля 2002, Санкт-Петербург, Россия) — советский и российский историк, искусствовед, популяризатор науки. Кандидат исторических наук (1959), доктор искусствоведения (1974), профессор; работал на кафедре истории средних веков исторического факультета Санкт-Петербургского государственного университета (ныне — Института истории). Основная тема исследований — история и культура Германии и Европы средних веков и эпохи Возрождения.

## Биография

### Происхождение
Фамилия Немилов восходит к мужскому нецерковному имени Немил. Оно относится к так называемым охранным именам, которые присваивались детям с целью отвращения злых сил. Для этого новорождённым давались имена со значением прямо противоположным тому, что ожидали или желали родители для детей. По этой модели образован целый ряд имён и позднее — фамилий. Они могли выражать нежеланность появления ребёнка на свет (Нежданов, Нечаев, возможно, также Ненарокомов), наличие тех или иных недостатков (Некрасов, Неустроев, Нехорошев) или вообще чуждость младенца данному семейству (Незнамов, Ненашев). Фамилии такого типа фиксируются в русских письменных источниках с середины XV века, а фамилия Немилов — с 1660 года.
Александр Николаевич Немилов принадлежал к коренным петербуржцам, чьи предки проживали в городе ещё до революции. Предки историка по отцовской линии были купцами, игравшими некогда видную роль в экономической и общественной жизни Ржева. Дед учёного, Александр Климович Немилов, родился в Ржеве в 1848 г. и умер в Петрограде в 1920 г. Он пешком пришёл в Петербург и начал свои торговые дела с помощью двоюродного дяди, который дал ему начальный капитал. А. К. Немилов занимался производством пеньковых верёвок и канатов, торговал пшеницей. Он стал в итоге купцом первой гильдии и потомственным почётным гражданином. В его семье было две дочери и четыре сына. Один из них — отец историка, Николай Александрович Немилов (1878—1935), который был юристом. Семейство купцов Немиловых происходило из русских старообрядцев.
Мать историка, Александра Васильевна, принадлежала к роду остзейских немцев, поселившихся в Петербурге ещё в XVIII в., и в девичестве носила имя Александра-Эльза-Эмма Вильгельмовна Мальшевская. За Н. А. Немилова она вышла замуж в 1914 г., венчание состоялось в Екатерининской церкви при Академии художеств.
В домашней библиотеке А. Н. Немилова хранились два издания Библии. Первое принадлежало Немиловым, это была старообрядческая (возможно, белокриницкого согласия) Библия, и в ней, как это было принято, сохранялись записи о семейных событиях, о женитьбе, о времени рождения детей, кончине родителей. В другой, немецкой реформатской Библии, принадлежавшей матери историка, имелись такие же пометы.

### Ранние годы
Интерес к истории у А. Н. Немилова пробудился с детских лет. Он учился в школе № 5 Василеостровского района Ленинграда и посещал исторический кружок в Эрмитаже, где вёл занятия И. А. Орбели. В 1940 г. Александр Николаевич поступил на исторический факультет ЛГУ. После мобилизации в июле 1941 г. он был направлен в 3-е Ленинградское артиллерийское училище, которое вскоре было эвакуировано в Кострому. По окончании училища в звании лейтенанта А. Н. Немилов получил назначение в гаубичный полк.
С мая 1942 года он участвовал в боях на Западном фронте. В том же году он был назначен командиром батареи. С июня 1943 г. он воевал на 1-м Прибалтийском фронте, где стал первым помощником начальника штаба полка, получившего к тому времени звание «гвардейского». С января 1945 г. его полк был переброшен на 3-й Украинский фронт, под Будапешт. Боевой путь будущего учёного заканчивался в Венгрии и Австрии. 11 мая 1945 г. на подступах к чешскому городу Страконице полк завершил преследование остатков немецкой группировки, встретив части союзников. Военную службу А. Н. Немилов продолжал до января 1946 г. в штабе советских войск в Венгрии, демобилизовавшись в звании капитана.
Военные заслуги А. Н. Немилова были отмечены рядом наград: орденами Красной Звезды, Красного Знамени, Отечественной войны II степени и медалью «За победу над Германией». Во время войны будущий историк вступил в ряды ВКП(б).

### Начало профессиональной деятельности
По возвращении с фронта А. Н. Немилов работал в Государственном Эрмитаже, одновременно продолжая обучение в университете. Конец 1940-х годов был тяжёлым временем для науки: в ходе кампании по «борьбе с космополитизмом» подверглись преследованиям многие видные специалисты. Среди них были и учителя А. Н. Немилова — О. Л. Вайнштейн и М. А. Гуковский. Но всё же Александр Николаевич успешно окончил курс в 1950 году. Согласно позднейшей оценке, для кафедры истории средних веков выпуск этого года оказался самым сильным за всё послевоенное время. Одновременно с Немиловым дипломы получили тогда В. М. Алексеев (1924—1994), А. Х. Горфункель и В. И. Райцес, чьи работы позднее снискали широкое признание в стране и за рубежом.
В 1950—1953 гг. А. Н. Немилов был научным сотрудником Эрмитажа, где организовал первую послевоенную выставку немецкого искусства. В 1953—1956 гг. он учился в аспирантуре при кафедре истории средних веков, затем снова работал в Эрмитаже. С декабря 1959 г. он преподавал на историческом факультете ЛГУ, а работу в Эрмитаже продолжал вести на общественных началах.

### Преподавательская работа
На историческом факультете Александр Николаевич Немилов вёл курсы истории средних веков, музееведения, введения в специальность, истории средневекового искусства и др. Его лекции и доклады всегда пользовались успехом у студентов и коллег, зачастую привлекая даже слушателей, не занимавшихся средневековой и ренессансной тематикой. Аудиторию неизменно впечатляли глубокое знание им предмета, увлекательность изложения, большая эрудиция, остроумие, умение погрузить слушателя в атмосферу времени и вписать рассматриваемый предмет в широкий социокультурный контекст эпохи. Привлекательной чертою его выступлений были также воспоминания о выдающихся историках старшего поколения, многих из которых он знал лично. Учеников он нередко принимал у себя дома; его квартира была одной из заметных точек на карте городской культурной жизни во второй половине XX в.
Под руководством учёного был защищён ряд диссертаций. Большинство его аспирантов в дальнейшем успешно занималось преподавательской и научной работой. Так, М. Г. Логутова в 1979—2021 гг. была научным сотрудником отдела рукописей Российской национальной библиотеки, хранителем западноевропейских рукописных фондов. Она внесла большой вклад в описание памятников средневековой письменности и издание некоторых из них. В. И. Гончарова (1958—2021) преподавала в Сыктывкарском университете, некоторое время заведовала в нём кафедрой истории древнего мира и средних веков. Т. В. Сонина стала сотрудницей Эрмитажа. А. В. Романчук (1957—2012) была старшим научным сотрудником Эрмитажа и одновременно преподавала в СПбГУ (кафедра музеологии). А. Ю. Прокопьев также стал преподавателем СПбГУ и с 2015 г. возглавил в нём кафедру истории средних веков, где прежде работал А. Н. Немилов. Тематика его исследований, как и у его учителя, связана с историей Германии. Т. П. Вечерина трудилась в РГПУ им. А. И. Герцена на кафедре всеобщей истории, где читала курсы по введению в специальность, истории средних веков и современным методам исторического исследования. И. О. Ермаченко с 2004 года стал преподавателем того же вуза и впоследствии — доцентом кафедры всеобщей истории.
Некоторые ученики профессора работали в других городах. И. Л. Григорьева преподавала в Новгородском университете, В. В. Иванов — в Удмуртском, А. А. Луковцева (в замужестве Штаммлер-Госсман) стала сотрудницей Лапландского университета в Рованиеми. В. Л. Ратниеце (в замужестве Клява) продолжила академическую карьеру в родной Латвии, с 2015 г. возглавляет факультет истории и философии Латвийского университета. Таким образом, А. Н. Немилову удалось передать свои знания и опыт следующему поколению историков.
В последние годы жизни, прекратив преподавание на факультете, А. Н. Немилов оставался профессором-консультантом, активно участвуя в жизни кафедры, обсуждении диссертаций и других работ аспирантов и коллег.

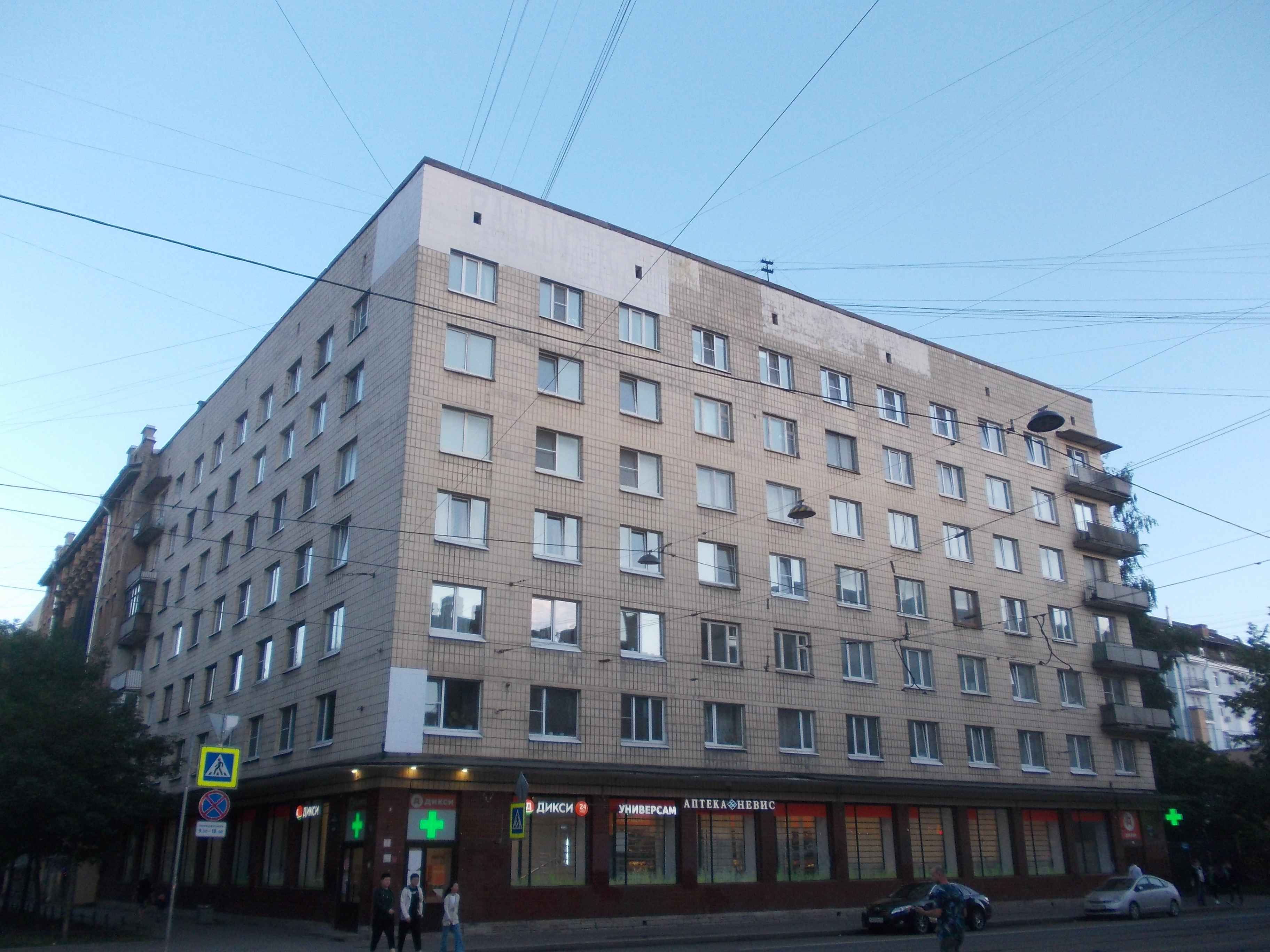
Дом, в котором А. Н. Немилов прожил последние 30 лет своей жизни.

Вся жизнь А. Н. Немилова в мирное время была связана с Васильевским островом. Здесь он провёл детство, сюда же вернулся жить и учиться после демобилизации. С 1970-х гг. и до своей кончины историк жил в доме 58 по Среднему проспекту.
После кончины А. Н. Немилова его бумаги поступили в отдел рукописей Российской национальной библиотеки, где образовали личный фонд учёного.

### Семья
Женою историка была Инна Сергеевна Немилова (урожд. Ковалёва, 1922—1982), видный специалист по истории французской живописи XVIII века. Она тоже была уроженкою Петрограда. Во время блокады города она работала медсестрой, была награждена медалью «За оборону Ленинграда». После окончания Института живописи, скульптуры и архитектуры имени И. Е. Репина (1948) приступила к работе в Государственном Эрмитаже, где и познакомилась с будущим мужем. Всю последующую жизнь она была хранителем собрания французской живописи XVIII века в Эрмитаже. В 1964 г. стала кандидатом искусствоведения, была автором ряда научных трудов, музейных каталогов и путеводителей, получивших заслуженное признание в стране и за границей. Наиболее значительным её вкладом в науку стал каталог французской живописи из эрмитажного собрания, который вышел в свет уже после кончины исследовательницы.
Как вспоминал А. Х. Горфункель, друг и впоследствии коллега А. Н. Немилова по университету, Немиловы обвенчались у священника в Новгороде, хотя Александр Николаевич был членом партии. В памяти современников И. С. Немилова осталась как яркая личность, образованная, обаятельная и красивая женщина, производившая сильное впечатление на всех, кто был с нею знаком.
Документы, связанные с биографией Инны Сергеевны, находятся в вышеупомянутом личном фонде А. Н. Немилова в Российской национальной библиотеке.

## Научная и общественная деятельность
На протяжении многих лет Немилов занимался историей культуры Германии и Европы в средние века и эпоху Возрождения. Этим темам посвящены его основные научные труды. Его особое внимание привлекало творчество немецких живописцев: Г. Гольбейна, Грюневальда, Лукаса Кранаха Старшего. А. Н. Немиловым были подготовлены три монографии и множество статей на русском, немецком и французском языках, выходивших в стране и за границей. При его участии в серии «Литературные памятники» были изданы также произведения немецкого поэта-гуманиста рубежа XV—XVI вв. Конрада Цельтиса.
Длительное исследование ренессансной культуры позволило учёному перейти к сравнительно-историческим наблюдениям. Так, в одной из последних его работ была сделана интересная попытка сопоставить культурную среду Базеля в начале XVI в. и Петербурга в начале XX в.
Александр Николаевич неоднократно выступал составителем и редактором научных сборников и монографий. Одну из своих задач он видел в том, чтобы вернуть или впервые ввести в научный оборот сочинения некоторых учёных старшего поколения. Так, ещё в 1960-х гг. Немилов привлёк внимание к наследию полузабытого петербургского историка А. Г. Вульфиуса, изучавшего средние века и раннее Новое время. Его труды во многом опередили своё время и не были оценены по достоинству, а позднее надолго оказались под запретом, так как их автор был репрессирован (реабилитирован посмертно в 1958 г.). А. Н. Немилов считал идеи Вульфиуса плодотворными для науки на новом этапе. При непосредственном участии А. Н. Немилова были переизданы труды его научного руководителя М. А. Гуковского, подготовлена к печати неопубликованная книга А. И. Хоментовской об итальянских гуманистических эпитафиях. В качестве научного консультанта он оказал большую помощь при переиздании одного из главных сочинений Л. П. Карсавина по истории средневековой ментальности.
А. Н. Немилов внёс вклад в развитие и укрепление международных научных связей. Такие связи осуществлялись, в частности, с Гамбургским университетом, который в послевоенные годы был одним из немногих западногерманских вузов, имевших договор о сотрудничестве с ЛГУ. Вскоре после объединения Германии историк выступил в немецкой печати со статьёю «Немецкий народ и немецкое государство на поворотной точке истории». В ней он указывал, что несмотря на конфликты в прошлом, Германия начиная с XVIII в. играла важную роль в развитии российской культуры, и эти контакты были плодотворными для обеих сторон. Он выражал надежду на то, что и в будущем эти связи будут развиваться.
Заслуги учёного были широко признаны в отечественной и зарубежной науке. С 1973 г. он был членом президиума и заместителем председателя Комиссии по проблемам Возрождения Научного совета по истории мировой культуры при Президиуме АН СССР. В 1984 г. он стал членом редколлегии ежегодника (ныне журнала) «Средние века».
Александр Николаевич уделял большое внимание популяризации науки. Он был одним из организаторов и руководителей общества «Знание» в ЛГУ (1964—1984). Он также принял участие в подготовке адресованной учителям книги об Эрмитаже, написав для неё очерк о Северном Возрождении.
В последние годы жизни А. Н. Немилов продолжал работу над монографией о творчестве Ганса Гольбейна Младшего. Смерть помешала историку завершить этот труд. Не осуществился и его замысел создать книгу о живописце Симоне Мартини.
Диссертации, защищённые под руководством А. Н. Немилова
- Луковцева А. А. Отражение идеологии немецкого крестьянства эпохи Великой Крестьянской войны 1524—1526 гг. в публицистике. Автореф. дисс. … канд. ист. наук. Л., 1985.
- Григорьева И. Л. Формирование общественных взглядов Эразма Роттердамского в ранний период. Автореф. дисс. … канд. ист. наук. Л., 1986.
- Иванов В. В. Памфлеты и программы Юго-Западной Германии в 1523—1526 гг. и реформация Ульриха Цвингли. Автореф. дисс. … канд. ист. наук. Л., 1986[31].
- Ратниеце В. Л. Роль городов в политическом развитии Мекленбурга в первой половине XVI века. Автореф. дисс. … канд. ист. наук. Л., 1987. (В Сети доступна полнотекстовая версия диссертации).
- Гончарова В. И. Проблемы имперской политики накануне Реформации (1493—1516 гг.). Автореф. дисс. … канд. ист. наук. Л., 1990.
- Сонина Т. В. Болонская живопись конца XV — первой четверти XVI вв. Автореф. дисс. … канд. искусствоведения. Л., 1990.
- Прокопьев А. Ю. Роль городов в политико-экономическом развитии Среднеэльбского региона. (Вторая половина XV — первая половина XVI в.). Автореф. дисс. … канд. ист. наук. Л., 1991.
- Вечерина Т. П. Социально-демографические проблемы истории швейцарского города XIV—XV веков (по материалам Фрайбурга в Юхтланде). Автореф. дисс. … канд. ист. наук. СПб., 1992.
- Логутова М. Г. Движение «Нового благочестия» и книга «О подражании Христу». Автореф. дисс. … канд. ист. наук. СПб, 1997.
- Ермаченко И. О. Социально-политическое самосознание германского рыцарства XII — первой половины XIII в. (По средневерхненемецким литературным источникам). Автореф. дисс. … канд. ист. наук. СПб., 1998.
- Романчук А. В. Общественные идеи и представления в художественных образах Флоренции и Сиены второй половины XIV века. Автореф. дисс. … канд. ист. наук. СПб., 2001.

## Основные труды А. Н. Немилова

### Исследования
- Немилов А. Н. Развитие гуманистической культуры в Нюрнберге (XV — начало XVI вв.). Автореферат дисс. на соискание учён. степени кандидата ист. наук / Ленинградский ордена Ленина гос. ун-т им. А. А. Жданова. Л., 1959. — 15 с.
- Немилов А. Н. Грюневальд : Жизнь и творчество мастера Матиса Нитхарта-Готхарта. М.: Искусство, 1972. — 110 с., 65 л. ил.[32]
- Немилов А. Н. Лукас Кранах Старший. М.: Изобразительное искусство, 1973. — 118 с., ил. (Мастера мирового искусства).
- Немилов А. Н. Немецкие гуманисты XV века. Л.: Изд-во ЛГУ, 1979. — 167 с. Переиздана: Немилов А. Н. Немецкие гуманисты XV века. СПб.: Алетейя, 2023. — 176 с.

### Популярные издания по искусству
- Эрмитаж (Ленинград). Немецкое искусство XV—XIX веков / Сост. А. Н. Изергина, А. Н. Немилов. Под общ. ред. проф. М. И. Артамонова. М.: Искусство, 1952. — 57 с., 8 л. ил. (Государственный Эрмитаж. Путеводители по выставкам).
- Гольбейн Г. [Альбом репродукций / Сост. и авт. вступ. статьи А. Немилов]. М. — Л.: Изогиз, 1962. — [13] с., 16 л. ил. (Мастера мирового искусства).